# Jabari Brown
Pour les articles homonymes, voir Brown.
Jabari Brown, né le 18 décembre 1992 à Oakland en Californie, est un joueur américain de basket-ball.

## Biographie
Il dispute la NBA Summer League 2014 avec les Rockets de Houston.
Il signe ensuite un contrat avec les Lakers de Los Angeles, mais n'est pas conservé dans l'effectif qui commence la saison. Il est alors recruté par les D-Fenders de Los Angeles en NBA Development League.
Le 10 mars 2015, il signe un contrat de dix jours avec les Lakers de Los Angeles.